# Elio Toaff

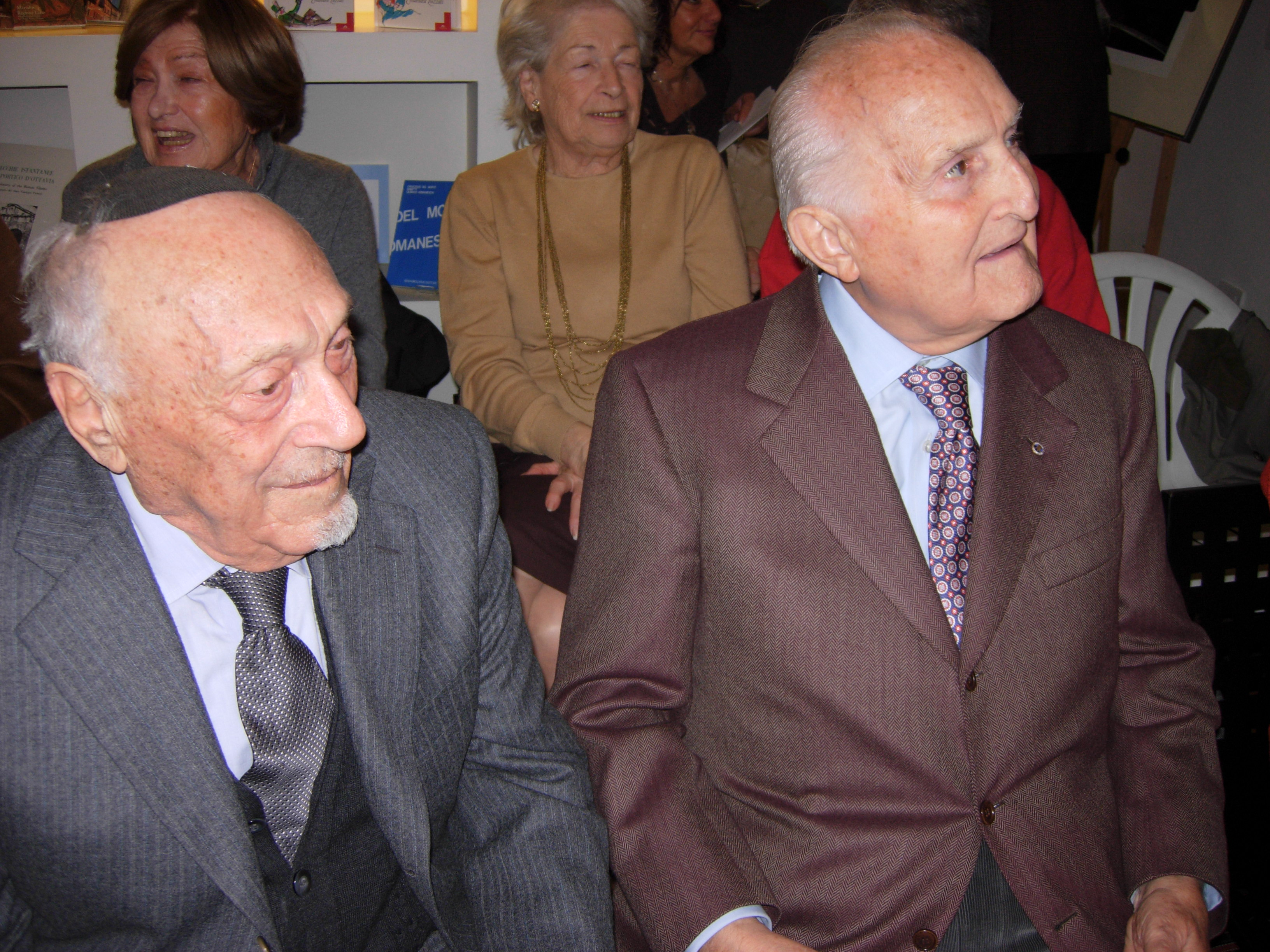
Toaff con Oscar Luigi Scalfaro en 2007

Elio Toaff (30 de abril de 1915 - 19 de abril de 2015) era un rabino italiano. Fue el Gran Rabino de Roma de 1951 a 2002. A partir de 1947, se desempeñó como rabino en Venecia. Tenía una amistad con el Papa Juan Pablo, dónde en 1986 lo invitó a la sinagoga II, y asistió a su funeral en abril de 2005. Toaff nació en Livorno. Uno de sus hijos es el profesor israelí-italiano Ariel Toaff (nacido en 1942 en Ancona). Toaff murió el 19 de abril de 2015 en Roma, a la edad de 99 años.